# 奥布河畔萨龙
奧布河畔萨龙（法語：Saron-sur-Aube，法語發音：[saʁɔ̃ syʁ ob]）是法国马恩省的一个市镇，位于该省西南部，属于埃佩尔奈区。

## 地理
奥布河畔萨龙（48°34'7"N, 3°43'52"E）面积16.43 平方千米，位于法国大東部大區马恩省，该省份为法国东北部内陆省份，北起阿登省，西北接埃纳省，西南接塞纳-马恩省，南至奥布省，东南接上马恩省，东临默兹省。
与奥布河畔萨龙接壤的市镇（或旧市镇、城区）包括：丰坦德尼尼伊西、博德芒、拉塞勒苏尚特梅勒、塞纳河畔马西伊、圣瑞斯特索瓦日、圣康坦勒韦尔热、维利耶欧科尔内耶。

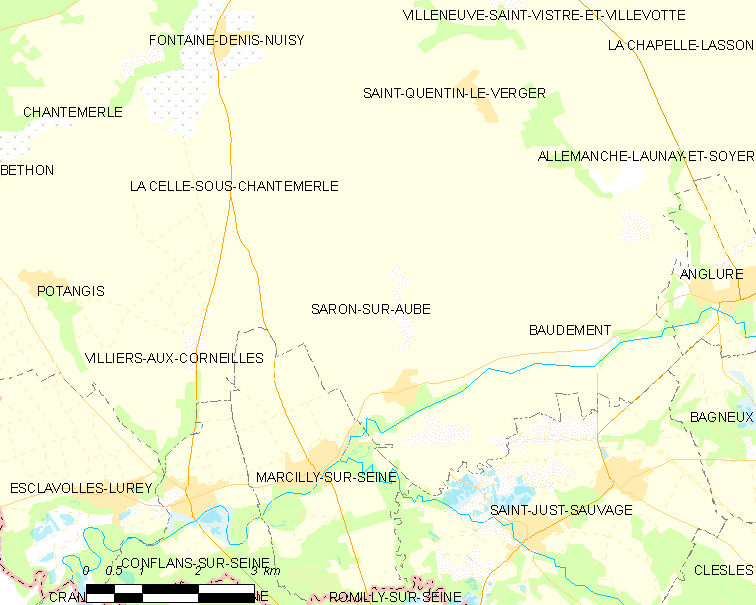
奥布河畔萨龙的OSM定位图

奥布河畔萨龙的时区为UTC+01:00、UTC+02:00（夏令时）。

## 行政
奥布河畔萨龙的邮政编码为51260，INSEE市镇编码为51524。

## 政治
奥布河畔萨龙所属的省级选区为韦尔蒂-香槟平原县。

## 人口

1962-2008年间奥布河畔萨龙人口变化图示

奥布河畔萨龙于2022年1月1日时的人口数量为270人。